# Kininovec
Kininovec (znanstveno ime Cinchona) je rod cvetoče rastline v družini Rubiaceae (broščevke), ki vsebuje vsaj 23 vrst dreves in grmovnic.  Sorodni so tropskim andskim gozdovom zahodne Južne Amerike. [3] Nekaj vrst je menda naturalizirana v Srednji Ameriki, Jamajki, Francoski Polineziji, Sulaveziju, Sveti Heleni v južnem Atlantiku in Sao Tome in Principe ob obali tropske Afrike. Nekaj vrst se uporablja kot zdravilna rastlina, znana kot vir za kinin in druge spojine.
Carl Linnaeus je imenoval rod leta 1742 po Ani de Osorio, 4. grofici Chinchón (izgovarjaj / tʃintʃon/ za skupno ime rastline) in žene podkralja Peruja. V nekaterih zapisih je zbolela za malarijo in je ozdravela z botaničnim sredstvom iz prahu lubja avtohtonega drevesa. Verodostojnost zgodbe je negotova, vendar drevo še vedno nosi njeno ime.
Nacionalno drevo Peruja je v rodu Cinchona. 

## Opis
Cinchona rastline so veliki grmi ali majhna drevesa z zimzelenim listjem, ki zrastejo os 5-15 m  v višino. Listi so nasprotni, zaokroženi do suličasti in dolgi 10-40 cm.
Cvetovi so beli, rožnati ali rdeči, izrastli na končnih metlicah. Plod je majhna kapsula s številnimi semeni.

## Zgodovina
Zdravilne lastnosti drevesa kininovca so prvi odkrili ljudstvo Kečua v Peruju, Boliviji, Ekvadorju in Venezueli in ga dolgo gojili za sprostitev mišic, da bi ublažili drgetanje zaradi nizkih temperatur telesa in simptomov malarije, ki so ga Evropejci uvedli v Ameriki. Ano de Osorio, žena grofa Chinchona, ki je služil kot podkralj Peruja, ki je zbolela za  malarijo, so domačini jo prepričali, da se je kopala v majhnem ribniku pod drevesom kininovca, ki je vodo naredil granko. Po nekaj dneh je bila ozdravljena. Linnaeus je kasneje poimenoval drevo v njeno čast. Kasneje je jezuit Agostino Salumbrino (1561-1642), usposobljeni lekarnar, ki je živel v Loja v Ekvadorju in Limi v Peruju, opazil Kečue kako uporabljajo lubje drevesa kininovca, ki vsebuje kinin za zdravljenje malarije. Ker je učinek pri zdravljenju malarije, ki povzroča tresenje v celoti nepovezana z učinkovitostjo pri nadzoru drgetanja pred mrazom, je kljub temu pravo zdravilo za malarijo. Uporaba drevesne skorje so jo vnesli v evropsko medicino jezuitski misijonarji. Jezuit Bernabé Cobo (1582-1657), ki je raziskoval Mehiko in Peru, je zaslužen za prenos lubja kininovca v Evropo. Prinesel je lubje iz Lime v Španijo in nato v Rim in druge dele Italije leta 1632. Da bi ohranili monopol nad lubjem kininovca, so v začetku 19. stoletja Peru in sosednje države ukazale prepoved izvoza semen in sadik kininovca.
V 19. stoletju so bila rastlinska semena in podtaknjenci pretihotapljeni za novo pridelavo v nasadih kininovca v kolonialnih predelih tropske Azije, zlasti s strani Britancev v Britansko Indijo in Cejlon (sedanja Indija in Šrilanka) ter Nizozemcev na Javo v Nizozemski vzhodni Indiji (današnja Indonezija). 
Med drugo svetovno vojno so Japonci osvojili Javo in Združene države Amerike so izgubile dostop do nasadov kininovca, kar je zelo kritično za izdelavo kinina.  Botanične ekspedicije - imenovane misije Cinchona - so se začele v letih 1942-1944, da bi odkrile obetavna območja Južne Amerike v prizadevanju za iskanje vrst cinchona, ki so vsebovale kinin in bi jih lahko pridelali za proizvodnjo kinina. Medtem ko so bili uspešni v svojem primarnem cilju, so odkrili tudi nove vrste rastlin in ustvarili novo poglavje v mednarodnih odnosih med Združenimi državami in drugimi narodi v Amerikah. 

## Ekologija
Cinchona so uporabili kot hrano ličinkam vrste Lepidoptera, vključno z veščami (Ectropis crepuscularia), Moduza procris in člani rodu Endoclita, vključno z E. damor, E. purpurescens in E. sericeus.

## Uporaba v medicini
Kot zdravilno zelišče je lubje kininovca poznano tudi kot jezuitsko lubje ali perujsko lubje. Lubje se za uporabo v medicini odstrani iz drevesa, posuši in zmelje v prah. Lubje je medicinsko aktivno, ker vsebuje različne alkaloide, vključno s kininom antimalarijske spojine in antiaritmični kinidin. Čeprav so uporabo lubja v veliki meri nadomestila učinkovitejša sodobna zdravila, je cinchona edini ekonomsko praktičen vir kinina, zdravila, ki je še vedno priporočljiv za zdravljenje malarije. 
Alexander von Humboldt je leta 1808, v svojih Ansichten der Natur (Pogledih narave) poleg Quina, kot ime lubja kininovca tudi Cascarilla fina de Loxa in omenil posebno kakovost skorje Cinchona Condaminea, ki prihaja iz mesta Loxa.
Lubje kininovca je avtohtono v gorskih regijah severne Južne Amerike in se goji predvsem v Indiji in v Kongu. Lubje rumenega kininovca (Cinchona officinalis) je bilo uporabljeno že prej, ker vsebuje kinin kot zdravilo proti malariji in povišani telesni temperaturi. Aktivno sestavino sta najprej izolirala leta 1820 Pierre Joseph Pelletier in Joseph Bienaimé Caventou. Poleg kinina, ki je industrijsko pridobljen, vsebuje tudi chinidin in cinchonidin. Vendar vse vrste iz rodu Chinarindenbäume (Cinchona) ne vsebujejo enako učinkovino. Nizozemci so poskušali razviti javansko Cinchona calisaya, medtem ko so Angleži v Indiji poskušali gojiti Cinchona succiruba. Vendar sta obe vrsti dokazali, da njihovo lubje ne vsebuje dovolj aktivne snovi za ekonomsko upravičeno ekstrakcijo. Po drugi strani ima lubje Cinchona ledgeriana povprečno 13 odstotkov kinina. To je bilo vzgojeno po neuspelem poskusu s Cinchona calisaya na  nasadih na Javi.
Kinin, pridobljen iz kininovca, je bil po drugi svetovni vojni velikega gospodarskega in medicinskega pomena. Od leta 1922 je Kitajski urad nadzoroval in spodbujal proizvodnjo kitajskega cinchona, z razdeljevanjem kvot med državami članicami in vzdrževal stabilnosti cen. Pred drugo svetovno vojno je bilo letno proizvedenih 1500 ton kinina.  Med drugo svetovno vojno je uničenje nasadov kininovca postalo vojno orožje. Japonska vojska je na Javi zmanjšala 20.000 hektarov kitajskih nasadov, kar je okrepilo iskanje sintetičnih nadomestkov. Podobno delovanje, vendar povezano s hudimi neželenimi učinki, je leta 1928 ustvarila nemška družba I.G. Farben. Chloroquine in primaquine sta bili prvi sintetično proizvedeni zdravili proti malariji, ki sta nadomestili naravno proizvedeni kinin po drugi svetovni vojni.
Iz rdečega kininovca (Cinchona pubescens) je zdravilo za prebavne motnje, kot je na primer napihnjenost.
Poleg tega ga lahko uporabimo za rdeče barvilo, ki ga je mogoče nadomestiti po učinku, s podobno naravno barvo kane.

## Vrste
Obstaja vsaj 23 vrst, ki jih priznavajo botani. Verjetno je več neimenovanih vrst in številnih vmesnih oblik, ki so se pojavile zaradi nagnjenosti rastlin k hibridizaciji. [2] Reševanje meja vrst pričakuje rezultate študij DNK. Nekatere vrste, ki so bile prej v rodu, so zdaj postavljene v Cascarillo
There are at least 23 species recognized by botanists. There are likely several unnamed species and many intermediate forms that have arisen due to the plants' tendency to hybridize.[2] Resolution of species boundaries is awaiting results of DNA studies. Several species formerly in the genus are now placed in Cascarilla.

### Zdravilne vrste
- Cinchona calisaya Wedd. (1848)[a]
- Cinchona officinalis L. (1753) - kinin lubje
- Cinchona pubescens Vahl (1790) - kinin drevo

### Druge vrste
- Cinchona antioquiae L.Andersson (1998) - Kolumbija
- Cinchona asperifolia Wedd. (1848) - Peru, Bolivija
- Cinchona barbacoensis H.Karst. (1860) - Kolumbija, Ekvador
- Cinchona × boliviana Wedd. (1848) - Peru, Bolivija
- Cinchona capuli L.Andersson (1994) - Ekvador
- Cinchona fruticosa L.Andersson (1998) - Peru
- Cinchona glandulifera Ruiz & Pav. (1802) - Peru
- Cinchona hirsuta Ruiz & Pav. (1799) - Peru
- Cinchona krauseana L.Andersson (1998) - Peru
- Cinchona lancifolia Mutis (1793)- Venezuela, Kolumbija, Ekvador
- Cinchona lucumifolia Pav. ex Lindl. (1838) - Ekvador
- Cinchona macrocalyx Pav. ex DC. (1829) - Ekvador, Peru
- Cinchona micrantha Ruiz & Pav. (1799) - Peru
- Cinchona mutisii Lamb. (1821) - Ekvador
- Cinchona nitida Ruiz & Pav. (1799) - Peru
- Cinchona parabolica Pav. in J.E.Howard (1859) - Ekvador, Peru
- Cinchona pitayensis (Wedd.) Wedd. (1849) - Kolumbija, Ekvador
- Cinchona pyrifolia L.Andersson (1998) - Peru
- Cinchona rugosa Pav. in J.E.Howard (1859) - Ekvador
- Cinchona scrobiculata Humb. & Bonpl. (1808) - Peru
- Cinchona villosa Pav. ex Lindl. (1838) - Ekvador, Peru